# Ely do Amparo
Ely do Amparo mais conhecido como Eli ou Ely (Paracambi, 14 de maio de 1921 — Paracambi, 9 de março de 1991), foi um jogador e treinador brasileiro de futebol.

## Biografia

### Ely no Sport
Ely do Amparo chegou ao Sport por meio do técnico pernambucano Gentil Cardoso, que havia sido contratado com o objetivo de conquistar o Campeonato Pernambucano de 1955, título do Cinquentenário do Sport, grande desejo do então presidente do clube, Adelmar Costa Carvalho (que hoje dá nome a Ilha do Retiro).
O craque estreou no rubro-negro em 7 de agosto de 1955, num clássico contra o Santa Cruz, na Ilha do Retiro. Aquela partida, que valia pelo Campeonato Pernambucano daquele ano, terminou em empate: 1–1.
Durante toda a campanha do estadual, Ely foi figura fundamental no time do Sport. Levou o time às finais, juntamente com Osvaldo Baliza e a linha de ataque Traçaia, Naninho, Gringo, Soca e Geo.
Nas três finais do campeonato, contra o Náutico, foi quando Ely do Amparo viveu seus grandes momentos de glória no Leão.
Na segunda partida da "melhor de três", nos Aflitos, uma disputa com um jogador alvirrubro resultou num profundo corte no supercílio do craque. Contrariando a ordem médica, Ely permaneceu em campo, e esquivou-se das posteriores tentativas dos jogadores do Náutico em acertá-lo no local ferido. O jogo terminou em 0–0.
Por sorteio, os Aflitos foi escolhido como o palco da última partida da "melhor de três". O Sport jogaria pelo empate para ser campeão.
Mesmo sem a cura do ferimento, Ely foi à grande decisão, com a proteção de uma faixa na cabeça. No decorrer da partida, quando o placar estava em 1–1, o médio do Sport foi outra vez acertado no mesmo local do ferimento pelo mesmo jogador alvirrubro que o fizera na partida anterior. Ely saiu de campo com a testa sangrando. O Náutico aproveitou-se da desvantagem numérica do rubro-negro e desempatou: 2–1.
Antes de voltar à partida, Ely falou ao médico: "Vamos ganhar este jogo. Essa será minha melhor vingança pelo que me fizeram". Após seu retorno, o guerreiro rubro-negro, com a camisa encharcada de sangue, não deixou passar mais nada; até quando a bola vinha por cima, ele cortava com a cabeça, ensopando a faixa com sangue. O espírito de Ely contagiou o resto da equipe, que logo empatou a partida novamente, através de Traçaia.
O empate já era suficiente para o título rubro-negro, mas não para Ely. No finalzinho da partida, o craque roubou a bola de um alvirrubro, partiu rapidamente para o campo de ataque e acertou um magnífico passe para Naninho. Bastou ao atacante tocar na saída do goleiro adversário para marcar o gol da vitória: Sport 3–2. Foi dessa forma que Ely do Amparo tornou-se campeão do Cinquentenário do Sport.
No ano seguinte, Ely continuou no Sport, mas por pouco tempo. Sequer jogou o Campeonato Pernambucano de 1956. Retornaria ao clube apenas em 1969, mas, desta vez, no cargo de treinador.

## Títulos
Vasco da Gama
- Copa Internacional Rivadavia: 1953
- Campeonato Sul-Americano de Clubes Campeões: 1948
- Campeonato Carioca: 1945, 1947, 1949, 1950 e 1952
- Taça Centenários de Portugal: 1947
- Torneio Início do Rio de Janeiro: 1948
- Torneio Municipal de Futebol do Rio de Janeiro: 1945, 1946 e 1947
- Torneio Relâmpago: 1944 e 1946
- Troféu Cinquentenário do Racing: 1953
- Torneio Internacional do Chile: 1953
- Quadrangular Internacional do Rio de Janeiro: 1953

Sport
- Campeonato Pernambucano - 1955

Seleção Carioca
- Campeonato Brasileiro de Seleções Estaduais: 1946 e 1950

Seleção Brasileira
- Copa América: 1949
- Copa Rio Branco: 1947 e 1950
- Campeonato Pan-Americano: 1952